# 巨牙天竺鲷
巨牙天竺鲷（学名：Cheilodipterus macrodon）为輻鰭魚綱鈎頭魚目天竺鲷科巨牙天竺鲷属的鱼类，俗名巨齿天竺鲷。分布于自日本的Miyakejima到印西太平洋和红海、台湾岛等，深度0至100公尺，本魚體延長，呈長橢圓形，頭大、眼大、口大且斜裂，具犬齒，鋤骨和腭骨通常具齒，前鰓蓋骨邊緣具鋸齒，體被櫛鱗，側線完整，尾鰭叉形，背鰭2個，幼魚的尾柄上有一個大的黑色斑點，隨著年齡的增長，斑點會逐漸擴散，成魚與縱帶巨牙天竺鯛(C. artus)相似，但有較寬的條紋和較暗的間隙，體色淺灰色，側面有8條紅棕色條紋，尾鰭基部呈白色，尾鰭邊緣深色，背鰭硬棘7枚、背鰭軟條9枚、臀鰭硬棘2枚、臀鰭軟條8枚，體長可達25公分，棲息在水質清澈的潟湖及向海礁坡的洞穴中，成對或小群活動，屬肉食性，以小魚為食，繁殖期時，雄魚具有口孵習性，卵約7日化成仔魚，由雄魚吐出，具短暫的仔魚飄浮期，生活習性不明，可做為觀賞魚。该物种的模式产地在留尼汪岛和毛里求斯。